# Molière
Jean-Baptiste Poquelin, poznatiji kao Molière (Pariz, 15. siječnja 1622. – Pariz, 17. veljače 1673.), francuski komediograf, scenarist i književnik, jedan od velikana humoristične satire; te jedan od najcjenjenijih književnih autora u zapadnoj kulturi uopće.
Sam je sebe nazvao Molière kao pseudonim. Rođen je u obitelji imućna kraljeva tapetara, završio je pravo, ali se odrekao pravničke karijere i postao glumac. U Parizu je osnovao kazališnu družinu "Slavno kazalište" ("L'Illustre Theatre") za koju je prerađivao talijanske komedije i s kojom 12 godina lutajući obilazio provinciju. U početku piše farse, a prve komedije su mu u stihovima. Napisao je niz komada u prozi i stihu. Predstavnik je klasicizma. Ismijavao je ondašnje društvo, staleške predrasude, pokvarenost plemstva i gramzivost buržoazije, a nije prezao ni od osude licemjernog katoličkog svećenstva. Molière je razvio talijansku komediju intrige u društvenu komediju i komediju običaja s tragikomičnom pozadinom u kojima veličina komičnoga doseže razmjere tragičnoga. Godine 1660. preuzeo je kraljevsko kazalište u Parizu. Kod njega primjećujemo utjecaj učene komedije (commedia erudita) i komedije umijeća (commedia dell'arte), te utjecaj antičkih rimskih komediografa (Plaut).

## Životopis

### Djetinjstvo i školovanje
Molière je rođen u Parizu. Bio je sin Jeana Poquelina i Marie Cressé, kćerke iz uspješne građanske obitelji. Majka mu je preminula kada je imao 10 godina, a čini se da s ocem nije uspostavio blizak odnos. Nakon majčine smrti, živio je s ocem iznad "Pavillon des singes" u ulici rue Saint-Honoré, imućnom dijelu Pariza.
Vjerojatno je da je njegovo obrazovanje započelo u pariškim osnovnim školama, nakon čega je upisao prestižni isusovački "Collège de Clermont", gdje je završio školovanje u strogom akademskom okruženju.
Godine 1631. Jean Poquelin je od kralja Luja XIII. kupio položaj "osobni sluga Kraljeva dvora i čuvar sagova i tapeta" ("valet de chambre ordinaire et tapissier du Roi").
Njegov sin preuzeo je isti položaj 1641. Titula je zahtijevala samo tri mjeseca rada i početni trošak od 1200 livri, a donosila je godišnji prihod od 300 livri i omogućavala brojne unosne ugovore.
Poquelin je učio za provincijskog odvjetnika negdje oko 1642., vjerojatno u Orléansu, ali nije zabilježeno da je dovršio učenje. Do tada je Molière slijedio očev plan, družio se s plemstvom na Collège de Clermont i činilo se da mu je predodređena karijera u uredu.

### Početak kazališne djelatnosti
U lipnju 1643., kada je Molière bio star 21 godinu, napušta svoj socijalni stalež i odlučuje se za karijeru na pozornici. Napustivši oca, priključio se glumici Madeleine Béjart, s kojom se i ranije susretao i osnovao kazališe "Illustre Théâtre". Kasnije su im se pridružili Madeleineini brat i sestra.
Nova kazališna skupina bankrotirala je 1645. Molière je postao vođa skupine, djelomično zbog glumačkog umijeća i djelomično zbog pravnog znanja. Skupina je nagomilala velike dugove, ponajviše zbog iznajmljivanja kazališta (igrališta za sport "jeu de paume", sport sličan tenisu), za što su dugovali 2000 livri.
Povjesničari dvoje da li je njegov otac ili ljubavnik jedne od članica skupine platio dugove, jer se Molière nakon 24 sata provedena u zatvoru vratio u glumačke krugove. 
Tada je počeo koristiti pseudonim Molière, moguće inspiriran mali selom istog imena u Midi (kolokvijalni naziv za južnu Francusku) u blizini naselja Le Vigan.
Moguće je da je promijenio ime kako bi zaštitio oca od sramote što ima glumca u obitelji (glumce država više nije omalovažavala pod vladavinom Luja XIV., ali i dalje im nije dopuštano da budu pokopani na svetom tlu).
Nakon zatvaranja, on i Madeleine započeli su kazališnu turneju po provinciji s novom kazališnom skupinom; to je trajalo oko 12 godina, tijekom kojih je u početku nastupao u trupi Charles Dufresne, a kasnije je osnovao i svoju skupinu, koja je bila dovoljno uspješna i zadobila sponzorstvo Filipa I., vojvode od Orléansa. 
Iz toga vremena sačuvano je nekoliko predstava, od kojih su najznačajnije "L'Étourdi, ou le Contretemps" i "Le Docteur amoureux", u kojima se Molière udaljio od velikog utjecaja talijanske improvizacije Commedia dell'arte, i pokazao svoj dar izrugivanju.
Tijekom svojih putovanja susreo se s Armandom, princom Contija, guvernerom Languedoca, koji je postao njegov sponzor, te je skupinu prozvao po sebi. Prijateljstvo je prekinuto kada se Conti, zaražen sifilisom, pokušao izliječiti religijom. Vjerski savjetnici govorili su mu protiv podržavanja Molièreove kazališe skupine te mu savjetovali da se pridruži njegovim suparnicima, skupinama "Parti des Dévots" i "Compagnie de Saint Sacrement".
U Lyonu, Mademoiselle Du Parc (Marquise-Thérèse de Gorla), znana kao Marquise, pridružila se skupini. Marquise se je neuspješno udvarao Pierre Corneille, a kasnije je postala ljubavnica Jeana Racina. 
Racine je ponudio Molièreu svoju tragediju "Théagène et Chariclée" (jedno od njegovih prvih dijela nakon što je napustio studij teologije), ali je Molière nije htio izvoditi iako je podržavao Racinea u nastavku njegove umjetničke karijere. Smatra se da je Molière ubrzo postao ljut na Racinea kada je saznao da je tragediju ponudio i kazališnoj skupini "Hôtel de Bourgogne".

### Povratak u Pariz
Molière je bio prisiljen nastupati u Parizu. Prvotno je nekoliko tjedana bio izvan grada kako bio promovirao sebe među gospodom i kako bi njegov ugled u Parizu porastao.
U Pariz je došao 1658. te pred Kraljem u Louvre (koji se tada iznajmljivao kao kazališe) izveo Corneilleovu tragediju "Nicomède" i farsu "Le Docteur amoureux" s ponešto uspjeha. Dodijeljena mu je titula "Troupe de Monsieur" (monsieur je bila počasna titula za kraljevog brata Filipa I., vojvodu Orléansa). Uz pomoć Monsieura njegovoj skupini je dozvoljeno dijeliti kazalište u velikoj dvorani Petit-Bourbon s poznatom talijanskom skupinom Commedia dell'arte, Tiberio Fiorelli, nazvan Scaramouche, (lik klauna u talijanskim predstavama Commedia dell'arte). Skupine su nastupale u različitim večerima. Premijera "Les Précieuses ridicules" ("Smiješne kaćiperke") dogodila se u Petit-Bourbonu 18. studenoga 1659. Djelo je bilo prvi pokušaj Molierea da ismije određene društvene navike i odnose tada prisutne u Francuskoj.
Opće je prihvaćeno da je radnja zasnovana na djelu Samuela Chappuzeaua "Le Cercle des femmes" iz 1656. Primarno izruguje "Académie Française", skupinu koju je oformio Richelieu pod kraljevskom odredbom da utvrdi pravila slabašnog francuskog kazališta. Académie je zagovarala jedinstvo vremena, radnje i stila stiha. Molierea se često povezuje s izrazom da komedija "castigat ridendo mores" ili "kritizira običaje kroz humor", koji je skovao njegov suvremenik Jean de Santeuil, te se često krivo smatra klasičnom latinskom poslovicom.
Iako je preferirao tragedije, koje pokušavao usavršiti s "Illustre Théâtre", postao je slavan zbog svojih farsi, koje su obično pisane u jednom činu i izvođene su nakon tragedije. Neke od tih farsi samo su djelomično napisane i izvođene su u stilu commedia dell'arte s improvizacijom uz kratki obris zapleta (tal. canovaccio). Napisao je i dvije komedije u stihu, ali su bile manje uspješne te se smatraju manje značajnima. Kasnije u životu posvetio se pisanju glazbenih komedija u kojima dramu prekida pjesma ili ples.

### Smrt
Molière je bolovao od plućnog oblika tuberkuloze kojom se vjerojatno zarazio kao mladić u zatvoru. Jedan od najpoznatijih trenutaka u njegovu životu je bio onaj zadnji koji je postao legendaran. Tijekom izvođenja svoje posljednje predstave, na pozornici je kolabirao zbog napada kašlja tijekom kojeg je iskašljavao krv (hemoptiza). Predstava je sadržavala rakošne plesne točke uz glazbu skladatelja Marc-Antoine Charpentier koja se ironično zvala "Le Malade imaginaire" ("Umišljeni bolesnik"). Molière je inzistirao da završi nastup. Nakon nastupa ponovno je kolabirao nakon ponovnog krvarenja, te je odveden kući, gdje je preminuo nekoliko sati kasnije bez primanja bolesničkog pomazanja, jer dva svećenika su ga odbila, dok je treći došao prekasno. Praznovjerje kako zelena boja glumcima donosi lošu sreću potječe od njegova zadnja nastupa, za vrijeme kojeg je nosio zelenu odjeću.
Po francuskim zakonima toga vremena glumcima nije bilo dopušteno da budu pokopani na svetom tlu groblja. Ipak je Molièreova udovica Armande zamolila kralja da njenom suprugu omogući uobičajen pogreb. Kralj se složio te je Molièreovo tijelo pokopano u dijelu groblja namijenjenom za nekrštenu dojenčad. Godine 1792. njegovi ostaci su preneseni u muzej, a 1817. je pokopan na groblju "Père Lachaise" u Parizu, u blizni groba La Fontainea.

## Djela
Molierov opus sastoji se od tridesetak farsi, dvorskih baleta i klasičnih komedija. Značajnija Molièreova djela su:
- Leteći liječnik (Le Médecin volant)
- Barbouilleova ljubomora (La Jalousie du barbouillé)
- Vjetropir (L'Étourdi ou les Contretemps)
- Ljubavne razmirice (Le Dépit amoureux)
- Kaćiperke (Les Précieuses ridicules, 1659.), komedija
- Sganarelle (Sganarelle ou le Cocu imaginaire)
- Don Garcia Navarski (Dom Garcie de Navarre ou le Prince jaloux)
- Škola za muževe (L'École des maris, 1661.), komedija karaktera
- Nametljivac (Les Fâcheux)
- Škola za žene (L'École des femmes, 1662.)[6]
- Kritika Škole za žene (La Critique de l'école des femmes, 1663.)
- Versailleska improvizacija (L'Impromptu de Versailles, 1663.)[7]
- Ženidba na silu (Le Mariage forcé)
- Elidska princeza (La Princesse d'Élide)
- Tartuffe (Tartuffe ou l'Imposteur, 1664.)
- Don Juan ili kamena gozba (Dom Juan ou le festin de pierre, 1665.)
- Ljubav kao liječnik (L'Amour médecin)
- Mizantrop (Le Misanthrope ou l'Atrabilaire amoureux, 1666.)[8]
- Liječnik protiv volje (Le Médecin malgré lui, 1666.)
- Balet Muza: Mélicerte (Ballet des Muses: Mélicerte), nedovršena herojska pastoralna komedija
- Balet Muza: Komična pastorala (Ballet des Muses: Pastorale comique)
- Balet Muza: Sicilijanac (Ballet des Muses: Le Sicilien ou l'Amour peintre)
- Amfitrion (Amphitryon, 1668.)
- George Dandin (George Dandin ou le Mari confondu, 1668.)
- Škrtac (L'Avare, 1668.)
- Plemeniti gospodin Pourceaugnac (Monsieur de Pourceaugnac)
- Sjajni ljubavnici (Les Amants magnifiques)
- Građanin plemić (Le Bourgeois gentilhomme, 1670.), komedija-balet
- Psiha (Psyché)
- Scapinove spletke (Les Fourberies de Scapin, 1671.)
- Grofica d' Escarbagnas
- Učene žene (Les Femmes savantes, 1672.)[9]
- Umišljeni bolesnik (Le Malade imaginaire, 1673.)[10]
- Umišljeni kralj
- Remerciement au roi
- La Gloire

Moliere je prevođen na mnoge jezike, a već krajem 17. i početkom 18. stoljeća u Dubrovniku i na hrvatski. Ti prijevodi i prerade poznate su pod nazivom frančezarije. Također, početak Moliereove komedije Georges Dandin u 17. stoljeću preveo je, pod naslovom Jarne bogati, hrvatski književnik Fran Krsto Frankapan.

## Vanjske poveznice
- [neaktivna poveznica] u prijevodu Ise Velikanovića
- Liječnik proti volji Naklada Stjepan Kugli, Zagreb
- Moliere na portalu www.lektire.hr
- www.toutmoliere.net  Arhivirana inačica izvorne stranice od 6. rujna 2020. (Wayback Machine), stranica posvećena Moliereu (fr.)
- moliere.letteraturaoperaomnia.org, Moliereova djela (fr.)